# Gerhard Becker (Pfarrer)
Gerhard Becker (* 22. September 1910 in Stettin; † 3. Januar 2006 in Leeste) war ein deutscher evangelischer Pfarrer und Heimatforscher. Er hat im gesamten Bereich der pommerschen Kirchen eine Vielzahl unterschiedlicher Kunstwerke (Druck- und Schnitzarbeiten) hinterlassen.

## Leben

### Ausbildung und Studium
Im Jahr 1922 wurde er seitens der Söhne des Anklamer Rektors Otto Bollnow für die Ringpfadfinder geworben. Insbesondere zu Hermann Bollnow verband ihn eine lange Freundschaft. Nach seinem Abitur 1930 in Anklam begann er im selben Jahr an der Universität Greifswald sein Theologiestudium und wechselte von dort 1932 für ein Semester an die Universität Königsberg. In Greifswald wurde er Mitglied der aus der Jugendbewegung hervorgegangenen Hochschulgilde St. Georg zu Greifswald (Deutsche Gildenschaft).

### Beruflicher Werdegang
Nach seinem Theologiestudium begann Becker am Predigerseminar Stettin-Kückenmühle (zu Eckerberg-Nemitz gehörig) und wurde 1937 Prädikant in Plönzig im Landkreis Pyritz. Am 28.  September 1937 wurde Becker in der Schlosskirche zu Stettin für den Provinzialverein für die Innere Mission ordiniert und war von 1938 bis 1944 Pfarrer in Altenhagen. Danach hatte er bis 1948 eine Pfarrstelle auf Usedom, die er aber aufgrund seiner Kriegsgefangenschaft nicht wahrnehmen konnte. Ab 1954 wurde er Pfarrer von Dersekow, wo er bis zu seinem Ruhestand als Pfarrer tätig war.

## Forschungstätigkeit
Über den Gemeindedienst hinaus beschäftigte sich Becker besonders mit der Heimatgeschichte Anklams und verfasste einige Schriften. Ebenso forschte er über die Sakralkunst in Pommern. Nach seinem Ruhestand setzte er seine Forschung in Stadt- und Kirchengeschichte in Niedersachsen fort.

## Künstlerisches Werke
In seinem künstlerischen Schaffen beschränkte sich Becker vorwiegend auf Skulpturen und Linolschnitte, fertigte aber auch Skizzen und Aquarellzeichnungen an. Dabei legte er einen Schwerpunkt auf biblische Motive.

### Sakralkunst
- Kirche in Dersekow: Holzkanzel
- Kreuzkirche in Anklam: geschnitzte Hiobdarstellung
- Kapelle Behrenwalde: Prinzipalstücke (zweiseitiges Altarkreuz, dodekagonaler Taufstein, Meditationsskulptur)

### Grafik
- Es begab sich aber zu der Zeit. Eine Bildreihe zur Geburt Jesu. Evangelische Verlagsanstalt, Berlin 1959 (2. Auflage 1961).
- Gelitten unter Pontius Pilatus. Eine Bildreihe zur Passion. Mit Meditationen von Hans Georg Thümmel. Evangelische Verlagsanstalt, Berlin 1959.
- Am dritten Tag. Evangelische Verlagsanstalt, Berlin 1962.

## Rezeption
Um 1985 hatte er eine erste Ausstellung in Halle. Daran schlossen sich in den 1980er Jahren Ausstellungen in  der DDR und BRD an.